# Plymouth Sapporo

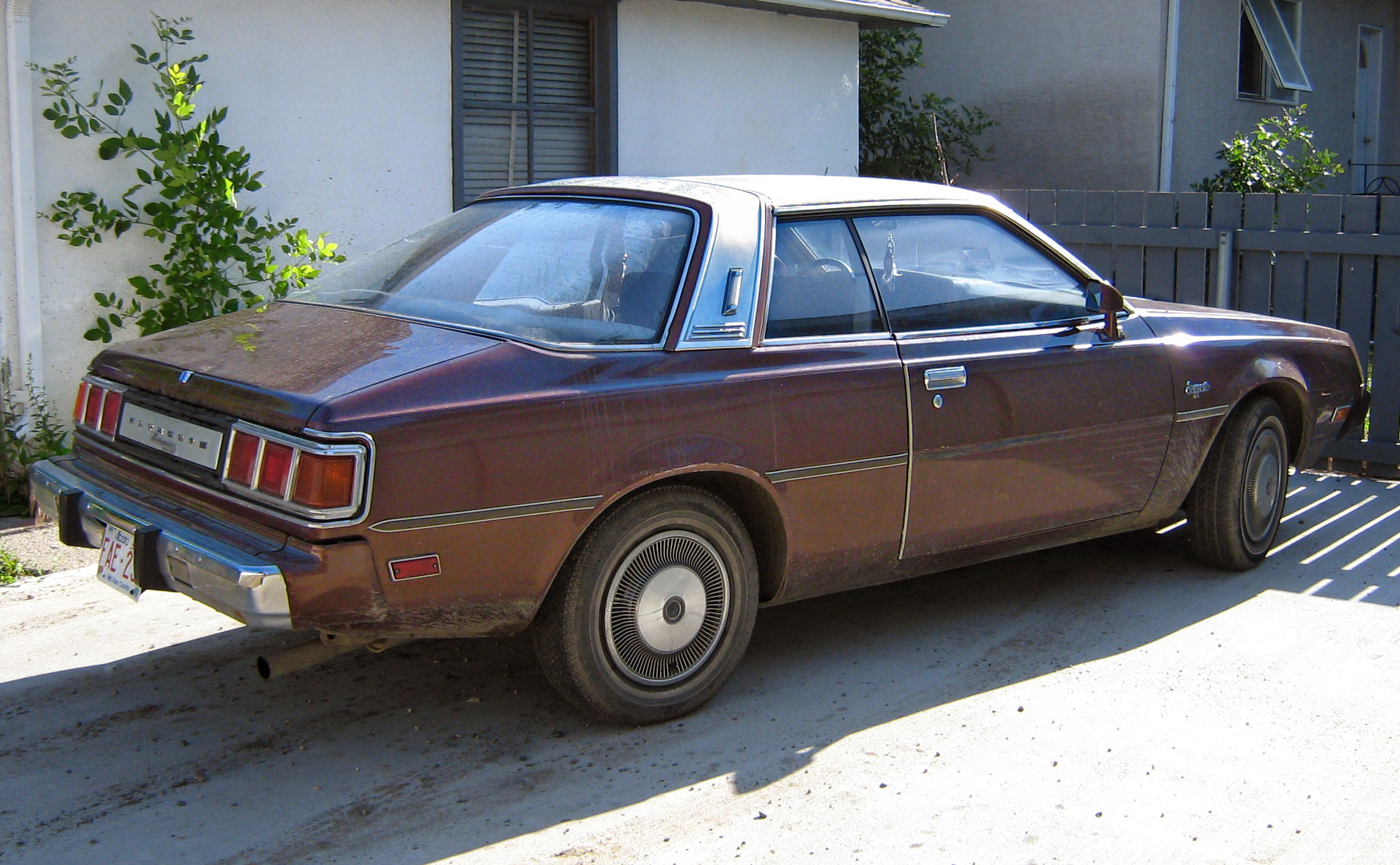
Вид сзади

Plymouth Sapporo — среднеразмерный седан производства американской компании Plymouth. Является лицензионным клоном модели Mitsubishi Galant Lambda. Конкурентом являлся Dodge Challenger.
Автомобиль продавался в Северной Америке под марками Plymouth и Dodge, поскольку компания Mitsubishi не экспортировала автомобили в США. Модель Plymouth Sapporo впервые была представлена в октябре 1977 года. 
В 1980 году была обновлена моторная гамма: четырёхцилиндровый двигатель был снят с производства. В 1981 году автомобиль прошёл рестайлинг.
Производство завершилось в 1983 году.